# La Circular
La Circular es un barrio situado en el centro de la ciudad española de Valladolid (Castilla y León).

## Límites
El barrio de La Circular se encuentra en la zona centro de la ciudad de Valladolid, a una altitud de unos 695 m s. n. m. Limita con otros barrios de la ciudad castellana como San Juan, Caño Argales, Vadillos, Pajarillos y Las Delicias. El territorio sobre el que se asienta está representado en la hoja 372 del Mapa Topográfico Nacional.

## Demografía
El barrio contaba, a fecha de 1 de enero de 2010, con 11.146 habitantes según el padrón de población, de los cuales 5.025 (45,1%) son varones y 6.121 (54,9%) son mujeres, representando un 3,5% del total de población de la ciudad. Respecto a indicadores demográficos, el índice de envejecimiento se situaba en 26,5%, seis puntos por encima de la media de la ciudad, el de juventud en 32,3%, casi la mitad de la media de Valladolid, y el de maternidad en 12,6%, cinco puntos por debajo de la media en la ciudad.
En la estructura familiar, el tamaño medio es de 2,3 miembros por familia, predominando las familias de uno, dos o tres miembros que en conjunto representan más del 80%, siendo testimoniales las familias de cuatro miembros o más. En cuanto a población inmigrante, ésta ascendía a 1.054 habitantes, siendo un 9,5% respecto del total. En ella predominan las personas entre 20 y 49 años, con un 72,8% sobre el total. Entre las nacionalidades destacan los provenientes de Bulgaria, Rumanía, Bolivia y Brasil.

## Administración municipal
En las elecciones municipales de España de 2007 el censo electoral ascendía a 9.551 personas, resultando un 71,4% de participación y un 28,6% de abstención. En las mismas, el Partido Popular obtuvo el 55,3% de los votos, el Partido Socialista Obrero Español el 34,6%, Izquierda Unida el 5,4% y el resto de candidaturas el 4,6%.

## Economía
La actividad económica del barrio está representada por un total de 1.197 actividades, de las cuales 992 son empresariales, 195 profesionales y 10 artísticas. Por sectores, el mayor porcentaje corresponde a los servicios, siendo un 81,5%, seguidos de la construcción (13,0%), la industria (4,8%) y la agricultura (0,7%).

## Urbanismo y comunicaciones

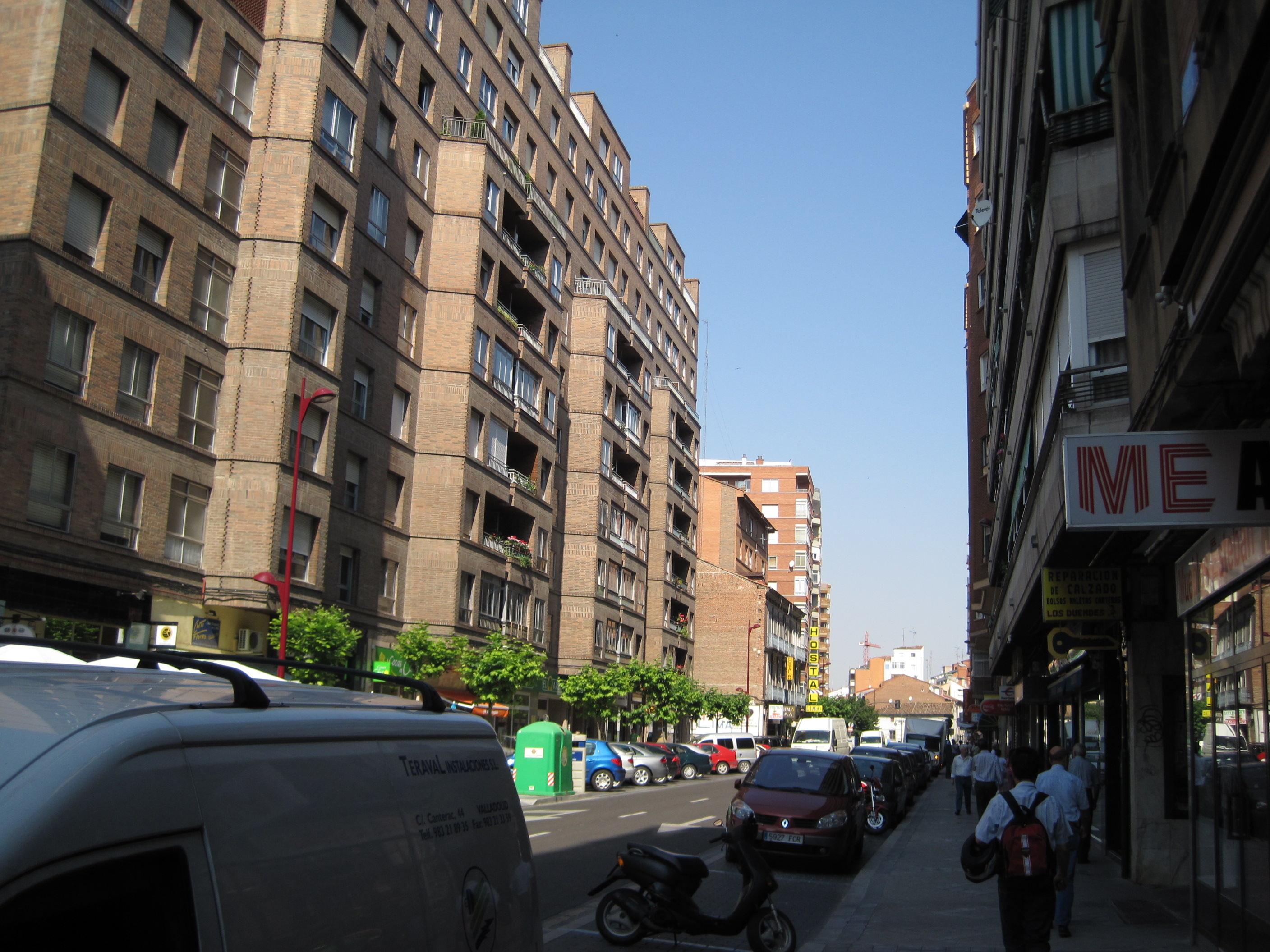
Vista de la calle Tudela

El punto neurálgico del barrio es la plaza Circular y en torno a ella se organizan el resto de calles, con dos ejes principales: el formado por las calles Cervantes y San Isidro (la cual es origen de la carretera de Soria, A-11), y el formado por las calles Pérez Galdós y Nicolás Salmerón (el cual sigue el antiguo trazado de uno de los ramales del río Esgueva). Otras calles destacadas son Padre Claret, Tudela y Veinte Metros.

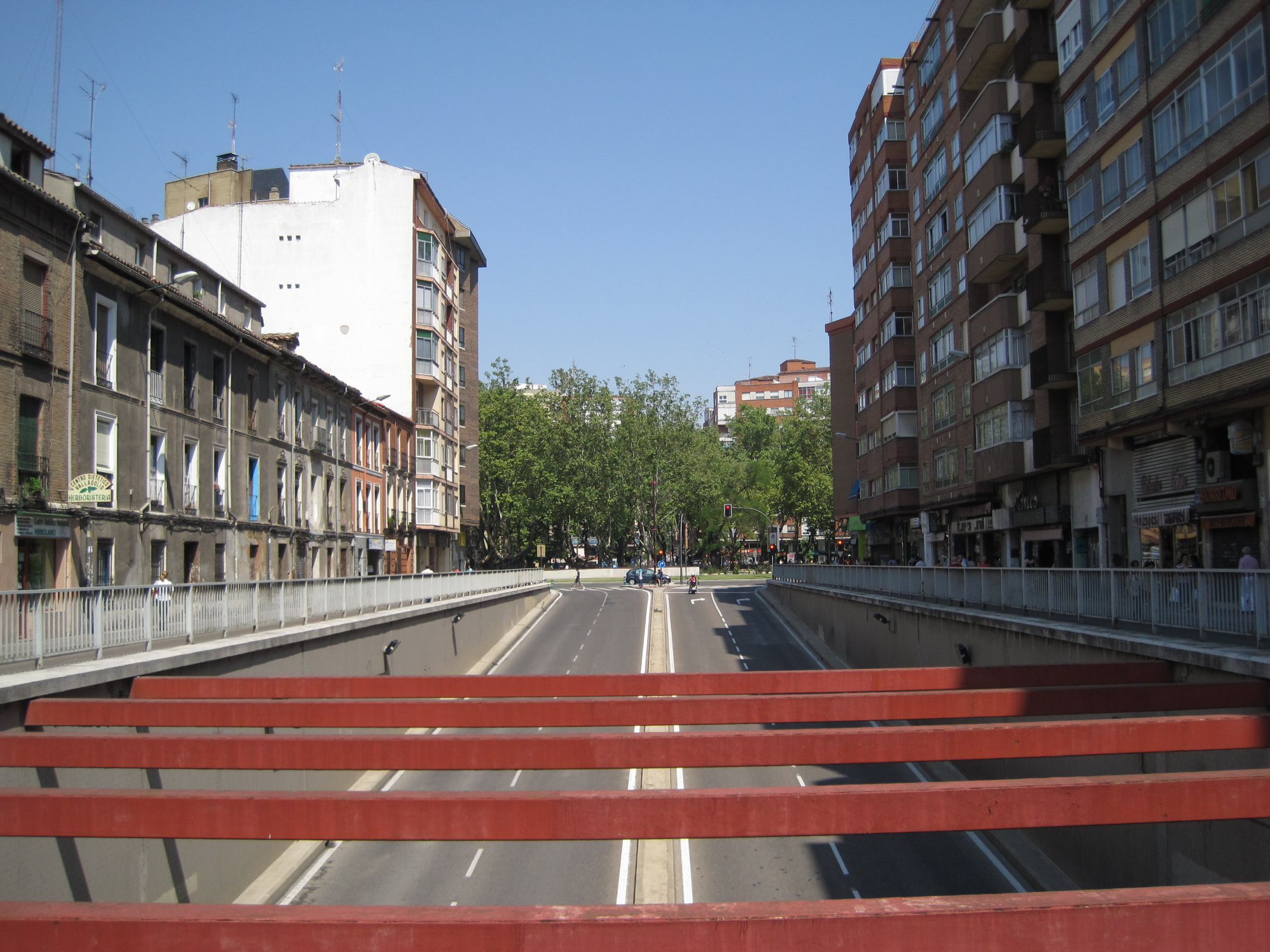
Túnel de San Isidro, con la plaza Circular al fondo

Los límites del barrio lo forman las calles Estación y Vía por el sureste, la Unión por el noreste, Santa Lucía y Don Sancho por el noroeste y Labradores por el suroeste.
En cuanto a comunicaciones, la empresa municipal de autobuses, Auvasa, cuenta con varias paradas en distintas calles del barrio: así, en la plaza Cruz Verde paran las líneas 3, 18 y 19, en la calle Labradores las líneas 6, 7, 9, 13 y 14, en la calle Nicolás Salmerón las líneas 3, 18 y 19, y en la plaza Circular las líneas 3, 17, 18 y 19. Además de estas líneas ordinarias por el barrio también transitan otras líneas como son los búhos B2 y B5; las de polígonos industriales P3, P6 y P13; el servicio al estadio José Zorrilla F3; las líneas matinales M3 y M7 y la lanzadera universitaria U1.

## Equipamientos y servicios

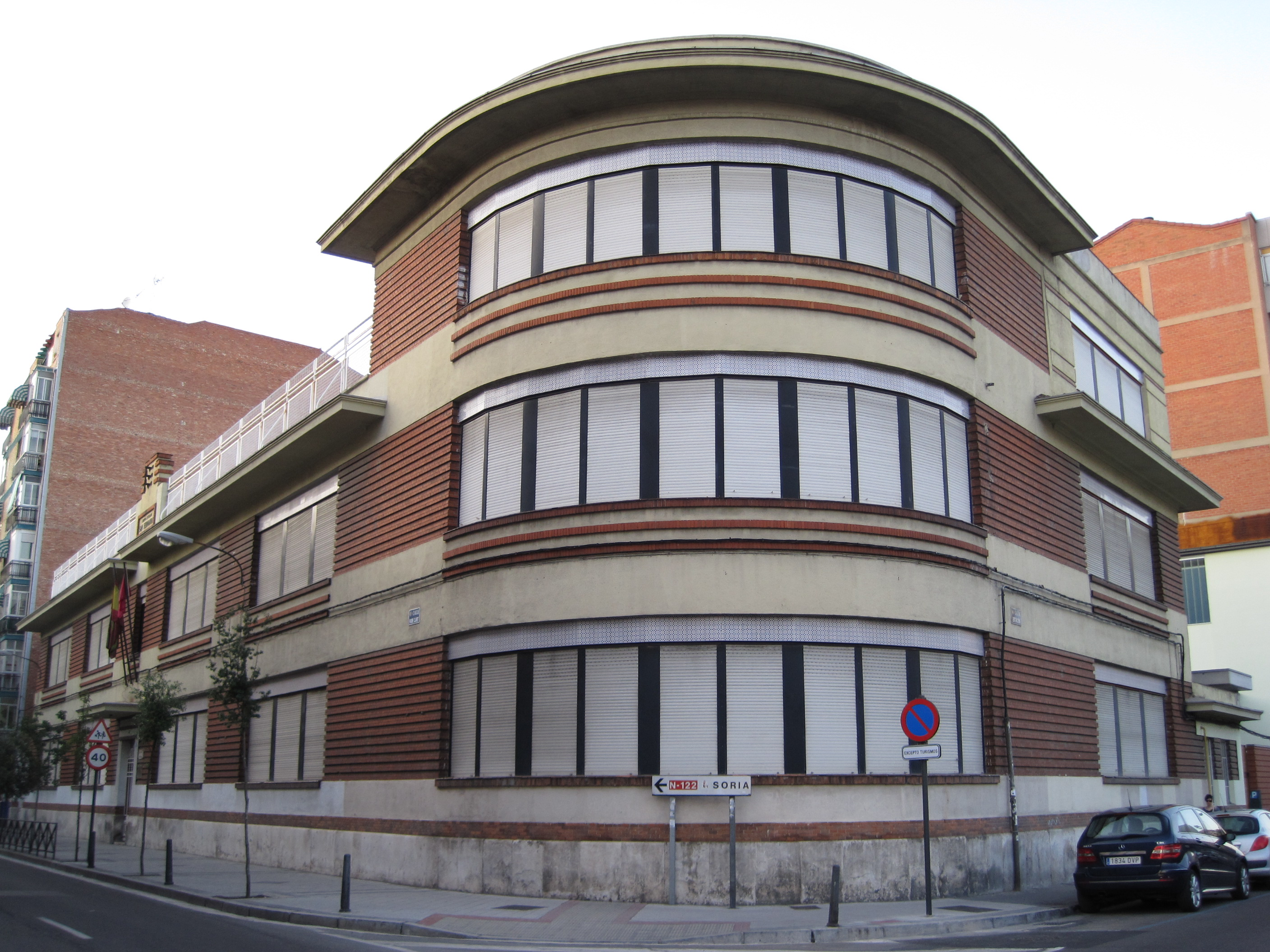
Vista exterior del Grupo Escolar San Fernando

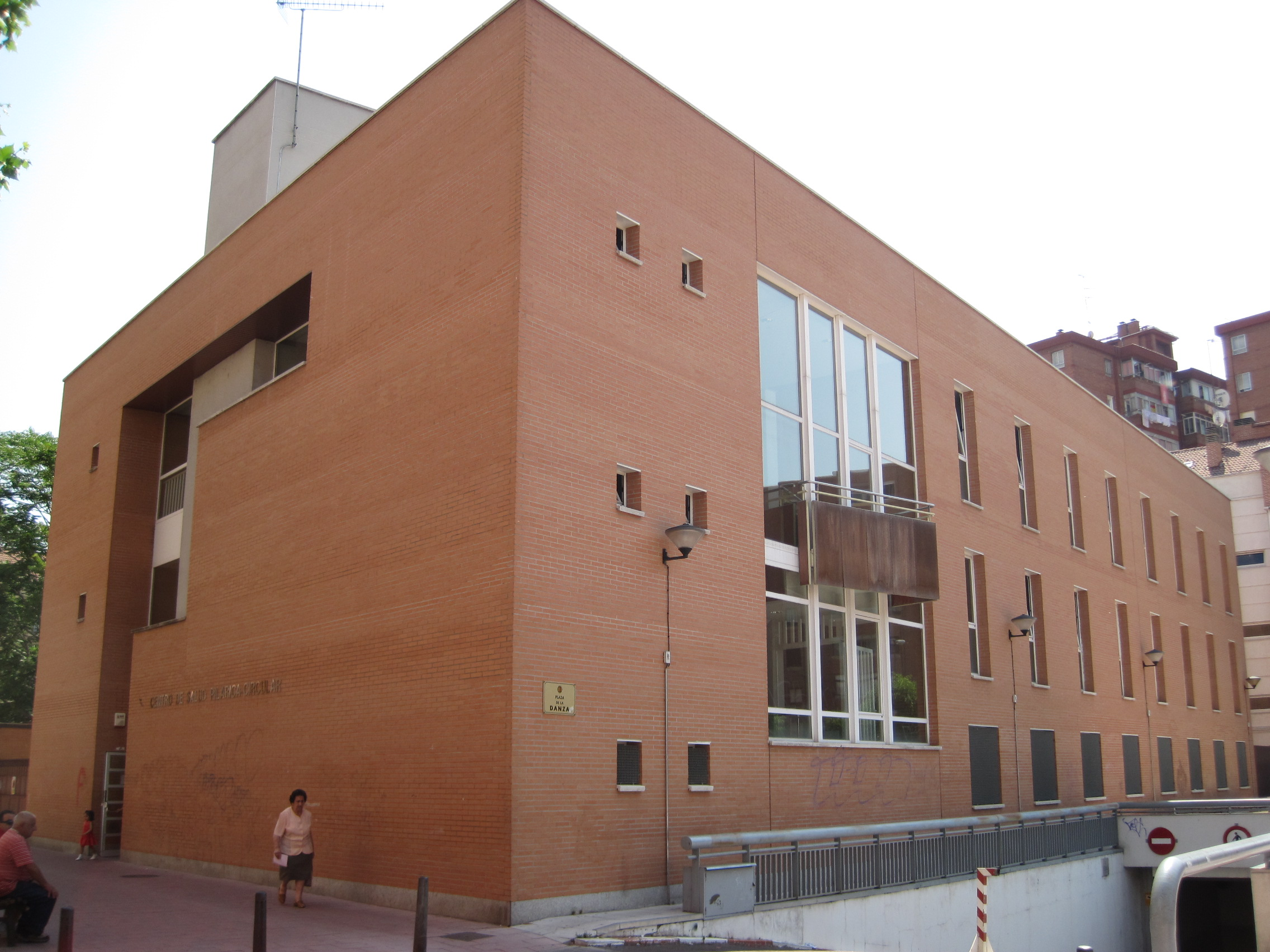
El centro de salud Plaza Circular

En La Circular se encuentra el centro de educación infantil y primaria "San Fernando", de carácter público, y cuya inauguración tuvo lugar en 1948.
En relación con la sanidad, cuenta con un centro de salud, situado en la calle Doctor Montero, en el cual se centraliza una zona básica de salud, la cual engloba, además de La Circular, parte del barrio de San Juan. A los vecinos del barrio les corresponde, asimismo, el Hospital Clínico Universitario.

## Parroquia

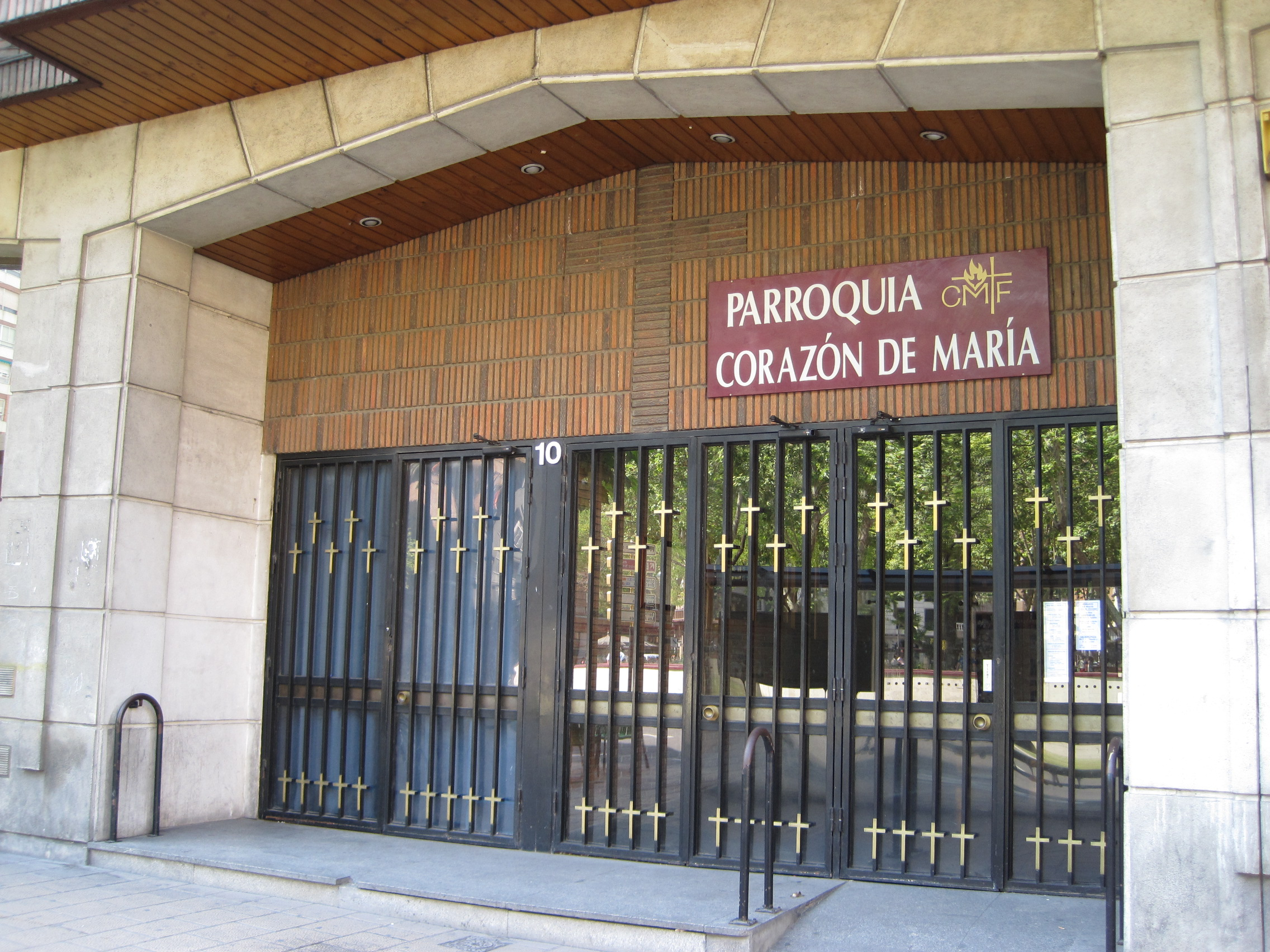
Entrada al Inmaculado Corazón de María, única parroquia del barrio

A principios de los años sesenta la comunidad de Claretianos establecida en la calle Padre Claret fue adquriendo varios solares cercanos, hasta llegar a la plaza Circular, y levantó una iglesia que se inauguró en 1965. Al año siguiente, el arzobispo José García y Goldaraz la erigió como parroquia bajo la advocación del Inmaculado Corazón de María. Su territorio asignado se obtuvo de parte del que tenían las parroquias de San Andrés y San Juan Bautista y los límites serían la plaza de la Cruz Verde, la calle Labradores, la calle de la Estación, la calle de La Cistérniga, la plaza Circular y la calle Tudela. En 1973 recibió las calles Industrias, Juan Bravo y Bailarín Vicente Escudero.
Comprobados los inconvenientes del edificio de la iglesia, se decidió remodelar la misma y la casa de la comunidad. A finales de 1978 se demolió el edificio y se anexionaron los solares colindantes. El proyecto incluyó la construcción del edificio de la plaza y del edificio de la iglesia, construida en el patio interior. De forma semihexagonal y con capacidad para 350 fieles, el templo fue inaugurado por el arzobispo José Delicado Baeza el 16 de mayo de 1981. Debajo de la iglesia se encuentran los servicios de pastoral: salón de actos, salón para catequesis y otras salas menores.
Posteriormente se llevó a cabo la adecuación de la residencia de los claretianos, con entrada por la calle Padre Claret, contando con oficinas y salas en la planta baja, y biblioteca, oficina y salas de reuniones en la planta primera. Dicha entrada también se utiliza para acceder a una pequeña capilla, con capacidad para sesenta fieles, que se utiliza los días laborables.